# Voalavo
Voalavo és un gènere de rosegadors de la família dels nesòmids. Les dues espècies d'aquest grup, V. antsahabensis i V. gymnocaudus, són endèmiques de Madagascar. S'assemblen al gènere Eliurus, un grup amb el qual estan relacionats. V. gymnocaudus viu a l'altiplà del nord de l'illa, a altituds d'entre 1.300 i 1.900 msnm, mentre que V. antsahabensis es troba a l'est de Madagascar. El nom genèric Voalavo significa ‘rosegador’ en malgaix.